# Lincoln (Buenos Aires)
Pour les articles homonymes, voir Lincoln.
Lincoln est une ville située dans la province de Buenos Aires, en Argentine. Elle est la capitale du partido de Lincoln.